# 约翰·扬松
约翰·扬松（瑞典語：Johan Jansson，1892年7月18日—1943年10月10日），瑞典男子跳水运动员。他曾代表瑞典参加1912年、1920年和1924年夏季奥林匹克运动会跳水比赛，共获得一枚银牌和二枚铜牌。